# Masakry wrześniowe

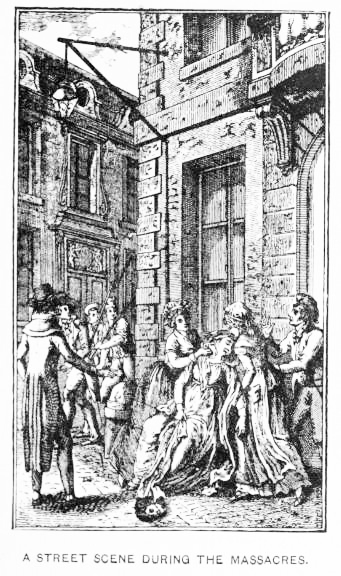
Masakry wrześniowe

Masakry wrześniowe (fr. Massacres de Septembre) – fala samosądów wymierzonych przeciwko aresztowanym przedstawicielom szlachty i duchowieństwa, jaka miała miejsce w czasie rewolucji francuskiej we wrześniu 1792.

## Tło polityczne i społeczne
Na początku września 1792 do Paryża dotarły wieści o agresji ze strony Prus i upadku twierdzy Verdun. Dowództwo pruskiej armii pompatycznie zapowiadało położenie kresu panującej we Francji „anarchii” i przywrócenie monarchii absolutnej. Wydany z tej okazji manifest zapowiadał również surowe kary dla wszystkich, którzy będą bronić osiągnięć rewolucji.
W Paryżu, dodatkowo nękanym klęską głodu, zapanowała histeria. Krążyły niesprawdzone wiadomości o swoistej „piątej kolumnie”, jaką mieli tworzyć wewnątrz kraju arystokraci i księża, którzy nie złożyli przysięgi na wierność państwu. Ponieważ dotychczasowy parlament – Legislatywa dopiero co zakończył swoje prace, a nowy – Konwent Narodowy – jeszcze nie odbył pierwszego posiedzenia, faktyczną władzę w mieście przejęła Komuna Paryża, ludowy samorząd grupujący najbardziej radykalnych polityków. Organ ten już w czasie masakr nie zrobił nic, by je powstrzymać, może poza werbalnymi wezwaniami do spokoju.

## Przebieg masakr 2–7 września 1792
Pierwszym udokumentowanym atakiem na więźniów było morderstwo dwudziestu czterech księży niekonstytucyjnych w czasie przewożenia ich do innego więzienia. Tłum zaatakował konwój i zmasakrował więźniów. Wieść o tym wypadku rozniosła się po całym mieście i posłużyła jako zachęta do kolejnych ataków na zakłady karne. Więźniowie pochodzenia arystokratycznego i księża byli mordowani, głównie przy pomocy prymitywnej broni białej, a ich ciała masakrowane. Przesadzone są jednak – w większości wypadków – informacje o mordowaniu więźniów w szczególnie wymyślny i okrutny sposób, na przykład poprzez nabijanie na pal.
Najbardziej znaną ofiarą masakr była księżniczka de Lamballe, przyjaciółka uwięzionej królowej Marii Antoniny. Napastnicy odcięli jej głowę, zatknęli na pice i w pochodzie przed więzieniem Temple pokazali ją byłej królowej. Samego Temple jednak nie zaatakowali.

## Bilans ofiar
Historycy szacują liczbę ofiar masakr na około 200 księży katolickich i trzech biskupów, do tego między tysiącem a 1400 zabitych więźniów. Choć pierwotny gniew tłumu skierowany był przeciw arystokratom, w liczbie tej ponad połowa to pospolici przestępcy, osadzeni za przestępstwa kryminalne, a nie kontrrewolucję.
Na mniejszą skalę do podobnych morderstw zbiorowych doszło poza Paryżem.